# ناحیه ویلسون، شهرستان پوپ، آرکانزاس
ناحیه ویلسون، شهرستان پوپ، آرکانزاس (به انگلیسی: Wilson Township) یک منطقهٔ مسکونی در ایالات متحده آمریکا است که در شهرستان پوپ، آرکانزاس واقع شده‌است. ناحیه ویلسون ۴٬۳۷۱ نفر جمعیت دارد و ۱۰۲٫۱۱ متر بالاتر از سطح دریا واقع شده‌است.